# Kim Yong-Sik
Kim Yong-Sik (25. juli 1910 - 8. marts 1985) var en japansk fodboldspiller.

## Japans fodboldlandshold
| Japans landshold | Japans landshold | Japans landshold |
| År               | Kmp              | Mål              |
| ---------------- | ---------------- | ---------------- |
| 1936             | 2                | 0                |
| 1937             | 0                | 0                |
| 1938             | 0                | 0                |
| 1939             | 0                | 0                |
| 1940             | 1                | 0                |
| Total            | 3                | 0                |